# (21210) 1994 PA31
(21210) 1994 PA31 est un objet de la ceinture principale d'astéroïdes extérieure de 8,791 km de diamètre découvert en 1994.

## Description
(21210) 1994 PA31 a été découvert le 12 août 1994 à l'observatoire de La Silla, au Chili, par Eric Walter Elst.

### Caractéristiques orbitales
L'orbite de cet astéroïde est caractérisée par un demi-grand axe de 3,22 UA, un périhélie de 2,99 UA, une excentricité de 0,07 et une inclinaison de 13,75° par rapport à l'écliptique. Du fait de ces caractéristiques, à savoir un demi-grand axe entre 3,2 et 4,6 UA, il est classé, selon la JPL Small-Body Database, comme objet de la ceinture principale d'astéroïdes extérieure.

### Caractéristiques physiques
(21210) 1994 PA31 a une magnitude absolue (H) de 13,7 et un albédo estimé à 0,100, ce qui permet de calculer un diamètre de 8,791 km. Ces résultats ont été obtenus grâce aux observations du Wide-Field Infrared Survey Explorer (WISE), un télescope spatial américain mis en orbite en 2009 et observant l'ensemble du ciel dans l'infrarouge, et publiés en 2011 dans un article présentant les premiers résultats concernant les astéroïdes de la ceinture principale.